# جينيفر تومسون
جينيفر تومسون (بالإنجليزية: Jennifer Thompson) هي رامية القرص نيوزيلندية، ولدت في 30 مارس 1938 في Eltham, New Zealand ‏ في نيوزيلندا.

## وصلات خارجية
- جينيفر تومسون على موقع الاتحاد الدولي لألعاب القوى (الإنجليزية)
- جينيفر تومسون على موقع أوليمبيديا (الإنجليزية)
- جينيفر تومسون على موقع اللجنة الأولمبية النيوزيلندية (الإنجليزية)